# Phrynomantis
A Phrynomantis a kétéltűek (Amphibia) osztályába, valamint a békák (Anura) rendjébe és a szűkszájúbéka-félék (Microhylidae) családjába tartozó Phrynomerinae alcsalád egyetlen neme.

## Előfordulása
A nembe tartozó fajok Afrika szubszaharai területein honosak.

## Rendszerezés
A nembe az alábbi fajok tartoznak:

Phrynomantis bifasciatus járás közben

- Phrynomantis affinis Boulenger, 1901
- Phrynomantis annectens Werner, 1910
- Phrynomantis bifasciatus (Smith, 1847)
- Phrynomantis microps Peters, 1875
- Phrynomantis somalicus (Scortecci, 1941)